# Politikens historiske film 1912
Politikens historiske film 1912 er en dansk dokumentarfilm fra 1955 instrueret af Anker Kirkeby.

## Handling
Politikenjournalist Anker Kirkeby introducerer og er fortæller til filmoptagelser "fra det gamle København 1913-1914". Filmen er bygget op som et døgn i Politikenjournalistens Peter Pens arbejdsliv, med flere iscenesatte sekvenser: Fra han står op derhjemme og er på arbejde rundt i byen (Nedrivning af Københavns volde, nye opfindelser m.m.). Indtil han sendes til Balkan ved udbruddet af 1. Verdenskrig, hvorfor hans husholderske ikke kan finde ham næste morgen ligge i sin seng, som han plejer. Vi følger trykkeprocessen af næste dags avis. Flere kendte personer medvirker: bl.a. Georg Brandes, Henrik Cavling (på Politikens redaktion og i trykkeriet) og Kgl. skuespiller Oluf Poulsen med datter Karen Poulsen.

## Medvirkende
- Anker Kirkeby